# Морабито, Линда
Линда А. Морабито (англ. Linda Morabito, 21 ноября 1953, Ванкувер, Канада), известная также как Линда Келли (англ. Linda Kelly), Линда Хайдер (англ. Linda Hyder) и Линда Морабито-Майер (англ. Linda Morabito-Meyer), — астроном, открывший вулканическую деятельность на Ио, спутнике Юпитера, 9 марта 1979 года в Лаборатории реактивного движения НАСА. На момент совершения открытия она работала инженером обработки изображений системы оптической навигации (ONIPS) навигационной команды программы Вояджер. При анализе изображений, полученных зондом Вояджер-1 для навигации космических аппаратов, она обнаружила облако высотой в 270 километров. Позднее было доказано, что оно вулканического происхождения  (выбросы из вулкана Пеле). Это был первый случай обнаружения активного вулканизма за пределами Земли. Это открытие, по мнению некоторых экспертов, является крупнейшим событием программы исследования планет, совершённым в Лаборатории реактивного движения. Международный астрономический союз назвал в её честь астероид 3106 Морабито.